# Strażnica KOP „Kuczkuny”

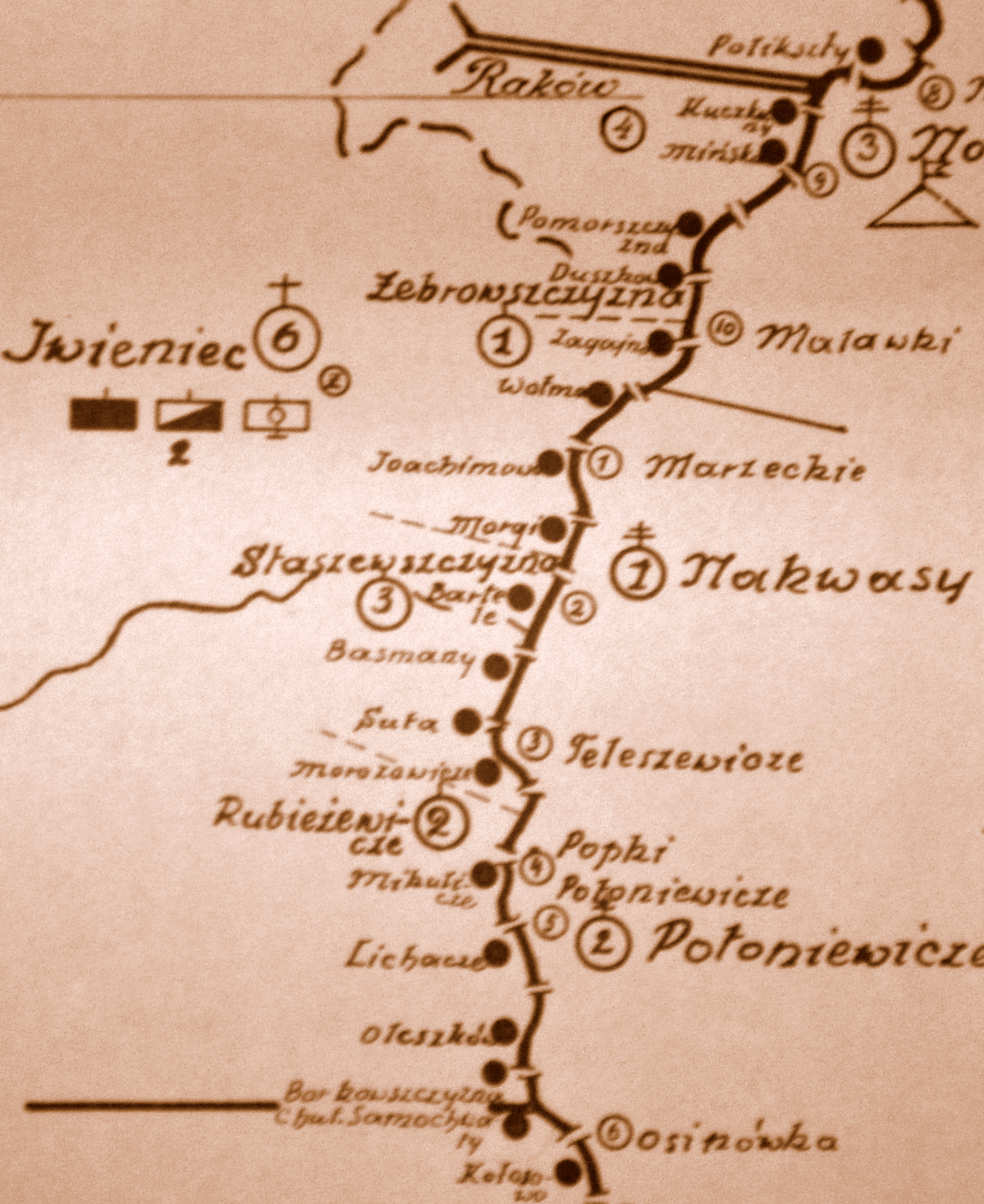
Rozmieszczenie batalionu KOP „Iwieniec” w 1931

Strażnica KOP „Kuczkuny” im. kpt. Stanisława Juszerackiego – zasadnicza jednostka organizacyjna Korpusu Ochrony Pogranicza pełniąca służbę ochronną na granicy polsko-sowieckiej.

## Formowanie i zmiany organizacyjne
W 1924 w składzie 3 Brygady Ochrony Pogranicza, został sformowany 6 batalion graniczny. W 1928 w skład batalionu wchodziło 12 strażnic. Strażnica KOP „Kuczkuny” w latach 1928 – 1939 znajdowała się w strukturze 2 kompanii KOP „Raków”  batalionu KOP „Iwieniec” z pułku KOP „Wołożyn”. Strażnica liczyła około 18 żołnierzy i rozmieszczona była przy linii granicznej z zadaniem bezpośredniej ochrony granicy państwowej.
W 1930 strażnicy nadano imię kpt. Stanisława Juszerackiego.
W 1932 obsada strażnicy zakwaterowana była w budynku popolicyjnym. Strażnicę z macierzystą kompanią łączył trakt długości 6 km i droga polna długości 0,5 km.

## Służba graniczna
Podstawową jednostką taktyczną Korpusu Ochrony Pogranicza przeznaczoną do pełnienia służby ochronnej był batalion graniczny. Odcinek batalionu dzielił się na pododcinki kompanii, a te z kolei na pododcinki strażnic, które były „zasadniczymi jednostkami pełniącymi służbę ochronną”, w sile półplutonu. Służba ochronna pełniona była systemem zmiennym, polegającym na stałym patrolowaniu strefy nadgranicznej, wystawianiu posterunków alarmowych, obserwacyjnych i kontrolnych stałych, patrolowaniu i organizowaniu zasadzek w miejscach rozpoznanych jako niebezpieczne, kontrolowaniu dokumentów i zatrzymywaniu osób podejrzanych, a także utrzymywaniu ścisłej łączności między oddziałami i władzami administracyjnymi. Strażnice KOP stanowiły pierwszy rzut ugrupowania kordonowego Korpusu Ochrony Pogranicza.
Strażnica KOP „Kuczkuny” w 1932 ochraniała pododcinek granicy państwowej szerokości 3 kilometrów 90 metrów od słupa granicznego nr 637 do 646, a w 1938 pododcinek szerokości 10 kilometrów 83 metrów od słupa granicznego nr 628 do 649.
Wydarzenia:
- W meldunku sytuacyjnym KOP za okres od 1 do 10 października 1928 odnotowano: Nieznani sprawcy tłukli kamieniami godło państwowe i numer na słupie 646[15].

Sąsiednie strażnice:
- strażnica KOP „Polikszty” ⇔ strażnica KOP „Mińska” - 1928[2], 1929[3], 1931[4] , 1932[5], 1934[6]
- strażnica KOP „Szapowały” ⇔ strażnica KOP „Pomorszczyzna” - 1938[7]

## Walki o strażnicę w 1939
17 września 1939 strażnica „Kuczkuny” podjęła walkę. W jej zdobywaniu pomagała sowiecka artyleria. Po wystrzelaniu amunicji, dowodzona przez sierż. Rudolfa Trzosa, załoga zdołała się wycofać. Jednak 18 września dostała się do niewoli.

## Dowódcy strażnicy
- plut. Alfons Witkowski (był 30 VII 1936)[17]
- sierż. Rudolf Symplicjusz Trzos – 1939[18]